# Tepe Sialk

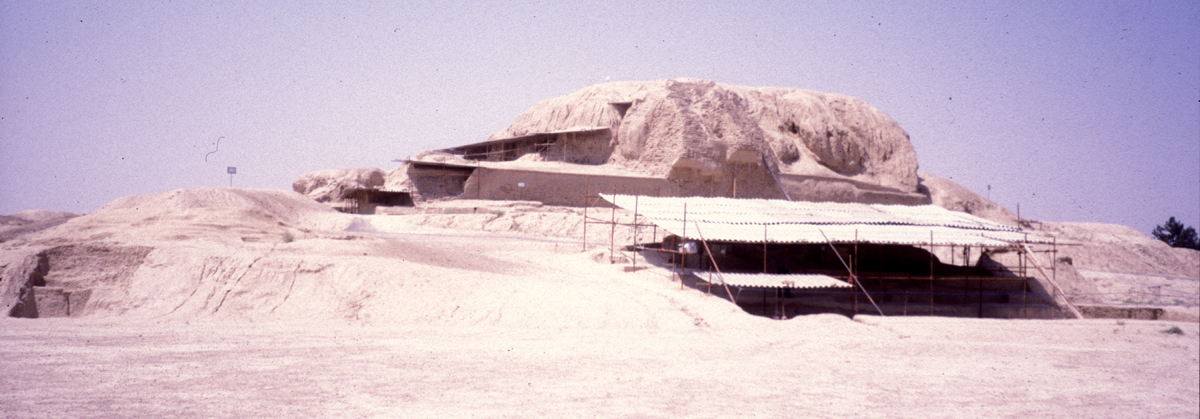
Naleziště Tepe Sialk

Tappa-je Sejalk (persky písmem: تپه سیلک; jiné přepisy: Tapp (-je) S (e) jalko, TAPPI (-je) S (e) jalko, Tapp ( -je) Sijalk, TAPPI (-je) Sijalk; jiný název: Tepe S (e) jalko, Tepe Sijalk; anglické přepisy: Tepe Sialk, Tappa(h)(-ye) Sialk/S(e)yalk, Tappe(h)(-ye) Sialk/S(e)yalk/Siyalk) je archeologické naleziště dvou sídlištních mohyl Telly a dvou pohřebišť nacházejících se asi 3 km jihozápadně od města Kášán ve středním Íránu.
Rozlišují se zde archeologické vrstvy Sialk I. až VI. Z toho nejstarší dvě (I. a II.) jsou zastoupeny jen na severním Tellu. Nejstarší vrstva (Sialk I.) pochází asi z období 5800 - 5000 př. n. l., nejmladší vrstva z 1. tisíciletí př. n . l.
Na nalezišti (jižní tell) se nachází významný zikkuratu podobný útvar u kterého není jasné datum vzniku, ani zda jde vůbec o zikkurat.